# Conjecture de Hilbert-Pólya
En mathématiques, la conjecture de Hilbert-Pólya est une approche possible de l'hypothèse de Riemann, à l'aide de la théorie spectrale.

## Premières idées
Hilbert et Pólya ont spéculé que les valeurs de t telles que 1/2 + it soit un zéro de la fonction zêta de Riemann doivent être les valeurs propres d'un opérateur hermitien, et ceci serait une voie pour démontrer l'hypothèse de Riemann.

## Les années 1950 et la formules des traces de Selberg
À ce moment, c'était une petite base pour une telle spéculation. Néanmoins Selberg au début des années 1950 a démontré une dualité entre le spectre des longueurs d'une surface de Riemann et les valeurs propres de son laplacien. Ceci, que l'on appelle la formule des traces de Selberg avance une ressemblance frappante avec les formules explicites pour les fonctions L (en), donna une certaine crédibilité à la spéculation de Hilbert et Pólya.

## Les années 1970 et les matrices aléatoires
Hugh Montgomery conjectura une certaine propriété de la distribution statistique des zéros sur la droite critique. Les zéros ne tendent pas à être trop fermement ensemble, mais à se repousser. Lors d'une visite à l’Institute for Advanced Study en 1972, il parla de sa conjecture à Freeman Dyson, un des fondateurs de la théorie des matrices aléatoires, qui sont très importantes en physique — les états propres d'un hamiltonien, par exemple les niveaux d'énergie d'un noyau atomique, satisfont à de telles statistiques.
Dyson fit remarquer à Montgomery que la propriété qu'il conjecturait était exactement la même que la distribution des paires de corrélations pour les valeurs propres d'une matrice hermitienne aléatoire. Le travail postérieur a fortement élevé cette découverte, et la distribution des zéros de la fonction zêta de Riemann est maintenant reconnue pour satisfaire les mêmes statistiques que les valeurs propres d'une matrice hermitienne aléatoire, les statistiques de ce que l'on appelle l'ensemble unitaire gaussien. Ainsi, la conjecture de Pólya et Hilbert possède maintenant une base plus solide, bien qu'elle n'ait pas encore conduit à une démonstration de l'hypothèse de Riemann.

## Développements récents
Dans un développement qui a donné une force appréciable à cette approche de l'hypothèse de Riemann à travers l'analyse fonctionnelle, Alain Connes a énoncé une formule de trace qui est actuellement équivalente à l'hypothèse de Riemann généralisée. Ceci a, par conséquent, renforcé l'analogie avec la formule de trace de Selberg au point où elle donne des résultats précis.

## Connexion possible avec la mécanique quantique
Une connexion possible de l'opérateur de Hilbert-Pólya avec la mécanique quantique a été donnée par Pólya. L'opérateur de Hilbert-Pólya est de la forme 1/2 + iH où H est le Hamiltonien d'une particule de masse m c’est-à-dire se déplaçant sous l'influence d'un potentiel V(x). La conjecture de Riemann est équivalente à l'affirmation que le Hamiltonien est un opérateur hermitien, ou de manière équivalente que V est réel.
En utilisant la théorie de la perturbation du premier ordre, l'énergie du {\displaystyle n}ième état propre est relié à la valeur espérée du potentiel :
{\displaystyle E_{n}=E_{n}^{0}+\langle \phi _{n}^{0}\vert V\vert \phi _{n}^{0}\rangle }
où En0 et ϕn0 sont les valeurs propres et les états propres de l'Hamiltonien de la particule libre.  Cette équation peut être prise pour être une équation intégrale de Fredholm de première espèce, avec les énergies En. De telles équations intégrales peuvent être résolues au moyen du noyau résolvant, de sorte que le potentiel peut être écrit sous la forme
{\displaystyle V(x)=A\int _{-\infty }^{\infty }(g(k)+{\overline {g(k)}}-E_{k}^{0})\,R(x,k)~{\rm {d}}k}
où R(x, k) est le noyau résolvant, A est une constante réelle et
{\displaystyle g(k)={\rm {i}}\sum _{n=0}^{\infty }\left({\frac {1}{2}}-\rho _{n}\right)\delta (k-n)}
où δ(k – n) est la fonction delta de Dirac, et les ρn sont les zéros non triviaux de la fonction zêta.

## Note et référence
1. ↑  (ps + en) A. Connes, Trace formula in noncommutative geometry and the zeros of the Riemann zeta fuction.